# Tugu Selatan (Cisarua)
Tugu Selatan est une commune indonésienne du  Java occidental, département du Bogor, canton de Cisarua.